# 兴安西省
兴安西省，是满洲国曾经设立的一个省，地域相当于今中華人民共和國內蒙古自治區赤峰市一部。

## 历史
1932年（大同元年）3月9日，根據《興安省分設三分省之件》的規定，滿洲國統治地域的內蒙古盟旗地區設置興安省，分別設置興安東分省、興安南分省、興安北分省。與其他省份不同，興安省不設省公署，而由滿洲國國務院兴安局实施行政管理。1932年4月5日國務院興安局設立各分省公署駐在地，6月27日確定各分省管轄區域，8月1日任命各分省省長及各旗旗長。8月3日，興安局改編為興安總署。
1933年（大同二年）5月10日，在熱河省昭烏達盟西喇木倫河以北地區設置興安西分省，分省公署設於開魯縣城。1934年（康德元年）12月1日，廢除興安總署，興安西分省升格為興安西省，下轄扎魯特左翼旗、扎魯特右翼旗、阿魯科爾沁旗、巴林左翼旗、巴林右翼旗、克什克騰旗、翁牛特左翼旗、奈曼旗、開魯縣、林西縣。1937年（康德四年），翁牛特旗移交熱河省管理。1944年（康德十年）10月，興安四省合併，伴隨著設置興安總省，興安西省改為興西地區。

## 行政區劃
興安西省下轄8旗2縣：
- 扎魯特左翼旗
- 扎魯特右翼旗
- 阿魯科爾沁旗
- 巴林左翼旗
- 巴林右翼旗
- 克什克騰旗
- 翁牛特左翼旗：1937年（康德四年）移交熱河省管理。
- 奈曼旗
- 開魯縣
- 林西縣

1944年（康德十年）10月，興安四省合併，改制為興西地方後下轄4旗1縣：
- 阿魯科爾沁旗
- 巴林左翼旗
- 巴林右翼旗
- 克什克騰旗
- 林西縣